# BEGIN (이상은의 음반)
《BEGIN (비긴)》은 1992년에 발매된 가수 이상은의 정규 음반 4집이다. 뉴욕 유학 도중에 만든앨범으로 1992년 여름, 방학을 이용해 잠시 귀국하여 활동하였다. 뉴욕에서 양희은의 소개로 알게 된 흑인 음악 프로듀서 김홍순과의 공동 작업으로 힙합, 하우스풍의 음악이다. 당시에는 '너와 함께 있는 이유'와 '솔직히 말해줘'로 방송 활동을 하였다. 특히 '뉴욕에서'라는 곡은 이상은이 콘서트에서도 즐겨 부르는 곡이다. 2003년에 재발매되었다.

## 수록곡
전체 작사: 이상은. 전체 작곡: 김홍순, 이상은
| #            | 제목                         | 재생 시간 |
| ------------ | ---------------------------- | --------- |
| 1.           | 〈너의 존재〉                | 5:10      |
| 2.           | 〈뉴욕에서〉                 | 5:02      |
| 3.           | 〈솔직히 말해줘〉            | 3:38      |
| 4.           | 〈너와 함께 있는 이유〉      | 4:15      |
| 5.           | 〈잃어버린 시간〉            | 3:25      |
| 6.           | 〈혼자만의 사랑〉            | 4:32      |
| 7.           | 〈너의 존재〉 (Basement Mix) | 5:38      |
| 8.           | 〈잃어버린 시간〉 (Wild Mix) | 4:18      |
| 총 재생 시간 | 총 재생 시간                 | 35:58     |

## 크레딧
크레딧은 음반의 라이너 노트에서 발췌하였다.
- 작사: 이상은
- 작곡: 이상은, 김홍순
- Mixing Engineer: Mark Cobrain
- All Music arranged and played by: 김홍순
- Chorus: 이상은
- Recording Studio: Boom+Chaka
- Original Design: 유형배
- Re-Design: Lstory Association
- Original License by 이상은 & Link & Think Associates
- Re-Sale  Planing Coordination: 김기정
- Management: Link & Think Associates KOREA, 김기정

## 관련 영상
- '솔직히 말해줘' 1992년 출연영상
- '너와 함께 있는 이유' 편집영상